# Bruno Sammartino
Bruno Leopoldo Francesco Sammartino (Pizzoferrato, 6 oktober 1935 – Pittsburgh, Pennsylvania, 18 april 2018) was een Italiaans professioneel worstelaar, die bekend was in de World Wide Wrestling Federation (WWWF) en World Wrestling Federation.
Hij was in totaal 11 jaar kampioen, verdeeld over twee periodes. Met 7 jaar is hij recordhouder bij de WWF. Sammartino werd in 1959 gezien als een van de sterkste mannen van de wereld en hield dat jaar het wereldrecord bankdrukken met 565 lb (256,5 kg).

## Carrière
Als jongste van 7 broers en zussen dook hij met de familie (moeder en kinderen) onder voor de Duitsers in de Tweede Wereldoorlog. Na de oorlog vertrok hij in 1951 als vermagerd jongetje naar de Verenigde Staten, naar zijn vader, waar hij als slecht Engels sprekend jochie al snel met gewichttraining begon om het hoofd te kunnen bieden aan pestkoppen op school.
Daarna volgde zijn lange worstelcarrière, die begon in 1959. Aan het einde van zijn carrière werd hij worstelcommentator samen met Vince McMahon, totdat Jesse Ventura zijn rol overnam.

## Powerlifting
Sammartino stond ook bekend om zijn enorme kracht. Zo bankdrukte hij, tijdens een gewichttraining in 1968, 38 reps met 315 lb (ongeveer 143 kg), terwijl hij de avond ervoor nog geworsteld had. Zijn record bankdrukken (1 rep) was 565 libra pounds, ruim 256 kg 'raw', wat toen, in 1959, het wereldrecord was. Zijn record van 256 kg, was tot ongeveer 50 jaar daarna (2009) nooit door iemand in Nederland of België gedrukt, zonder hulpmiddelen.

## In het worstelen

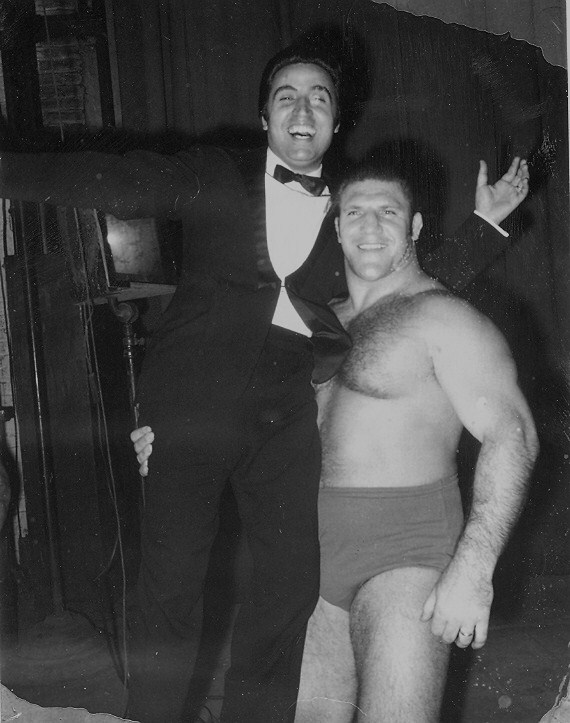
Bruno Sammartino en Mario Trevi.

- Afwerking bewegingen
  - Bearhug
  - Hammerlock

- Kenmerkende bewegingen
  - Abdominal stretch
  - Armbar
  - Arm drag
  - Belly to back suplex
  - Body slam
  - Dropkick
  - Full nelson
  - Hip toss
  - Running big boot
  - Running high knee
  - Shoulder block

- Bijnamen
  - "The Living Legend"
  - "The Italian Superman"

## Erelijst
- Grand Prix Wrestling
  - GPW Tag Team Championship (1 keer met Édouard Carpentier)

- Maple Leaf Wrestling
  - NWA International Tag Team Championship (1 keer met Whipper Billy Watson)
  - NWA United States Heavyweight Championship (1 keer)

- Professional Wrestling Hall of Fame and Museum
  - Class of 2002

- Pro Wrestling Illustrated
  - PWI Wrestler of the Year (1974)

- World Wrestling Association (Indianapolis)
  - WWA World Tag Team Championship (1 keer met Dick the Bruiser)

- World Wide Wrestling Federation/World Wrestling Federation/WWE
  - WWF International Tag Team Championship (2 keer; 1x met Dominic DeNucci en 1x met Tony Marino)
  - WWWF United States Tag Team Championship (1 keer met Spiros Arion)
  - WWWF World Heavyweight Championship (2 keer)
  - WWE Hall of Fame (Class of 2013)

- World Wide Wrestling Alliance
  - Hall of Fame (Class of 2008)

- Wrestling Observer Newsletter awards
  - Feud of the Year (1980) vs. Larry Zbyszko
  - Wrestling Observer Newsletter Hall of Fame (Class of 1996)